# Wilhelm Schneider (Politiker, 1807)
Friedrich Wilhelm Schneider (* 10. Dezember 1807 in Gera; † 11. Mai 1867 ebenda) war ein deutscher Richter und Politiker.

## Leben
Schneider war der uneheliche Sohn des Apothekers Wilhelm Friedrich Schneider in Gera und der Susanne Marie Mänke. Er war evangelisch-lutherischer Konfession und heiratete im August  1838 Laura von Ziegenhierd, die Tochter des Erb-, Lehn- und Gerichtsherren Friedrich Theodor von Ziegenhierd auf Liebschwitz, Loitzsch und Lichtenberg. Ferdinand von Ziegenhierd und Hugo Werner von Ziegenhierd waren Schwäger.
Schneider studierte Staats- und Rechtswissenschaften und war bis 1848 Untergerichtsadvokat und Gerichtsdirektor in Gera. Am 10. August 1848 wurde er gemeinsamer Regierungs- und Konsortialadvokat in Gera und Obergerichtsadvokat. Zuletzt war er Obergerichtsrat.
Vom 20. Februar 1856 bis 1857 war er Abgeordneter im Landtag Reuß jüngerer Linie. Vom 18. April bis zum 11. Juni 1856 war er dort Schriftführer.